# Портоканоне
Портокано̀не (на италиански: Portocannone, на арбърешки Portkanuni, Порткануни) е малко градче и община в Централна Италия, провинция Кампобасо, регион Молизе. Разположено е на 148 m надморска височина. Населението на общината е 2574 души (към 2014 г.).
В това село живее албанско общество, наречено арбъреши. Те са се заселили в този район между XV и XVIII век като бежанци от османското владичество. Градче Портоканоне е част от етнографическия район Арберия.